# Jonathan Cahn
Jonathan David Cahn (Nova Iorque, 21 de dezembro de 1961) é um rabino judeu messiânico e estudioso bíblico mais conhecido por sua novela best-seller The Harbinger (em português: O presságio), em que ele compara os Estados Unidos e os Ataques de 11 de setembro de 2001 à antiga Israel e a destruição do Reino de Israel. Em particular, ele vê Isaías 9:10 como uma advertência profética aos Estados Unidos. O livro Foi seguido com The Harbinger Companion: With Study Guide.

## Vida pessoal
Nascido no estado de Nova Iorque, Cahn foi criado em um lar que seguia o judaísmo reformado e frequentava freqüentemente a sinagoga. Ele se tornou um ateu quando tinha oito anos, mas alguns anos depois ele começou a questionar o ateísmo. No momento em que ele tinha 20 anos, ele se tornou um judeu messiânico, aceitando Jesus como o Messias depois de quase ser morto em dois acidentes separados, sendo o primeiro quando ele estava dirigindo na estrada quando ele evitou de maneira estrita uma colisão e o segundo em uma travessia de trem quando escapou de seu carro antes que fosse esmagado por um trem que se aproximava. Ele foi para Universidade Estadual de Nova York em Purchase e estudou história. Em meados da década de 1980, ele trabalhou com uma instituição de caridade para os sem teto que fornecia comida e aconselhamento para pessoas que viviam nas ruas de Nova York. Em 1989, Cahn iniciou o ministério "Hope of the World Ministries" (HOW), um alcance dos projetos do Evangelho e da compaixão para os necessitados e atualmente é o presidente da organização e publica ainda a revista Sapphires Magazine e ministra no rádio, televisão e internet. Autor de quatro best-sellers Cahn afirmou que Donald Trump foi escolhido por Deus para fornecer uma janela de tempo para o arrependimento e mudança de direção para a América.

### Credenciais
O New Jersey Jewish Standard, em um artigo que mencionou Cahn, disse que ele " alega ter semichá Ortodoxa de um rabino que se juntou ao movimento messiânico".

## Centro de culto Beth Israel
Cahn é o chefe do centro de adoração de Beth Israel (uma congregação messiânica) cuja "liturgia se concentra em Jesus como salvador". O grupo estava localizado em Garfield, Nova Jérsei durante a década de 1990, mas mudou-se para Wayne, Nova Jérsei em 2008. Sua chegada em Wayne foi vista com suspeita pelos líderes locais do judaísmo uma vez que o "Messianismo foi condenado por clérigos e líderes judeus como um manto para missionários cristãos". Com a chegada do grupo de Cahn o YM-YWHA de Jersey do Norte realizou um evento contra-missionário com um membro da Jews for Judaism. Cahn disse a jornalistas que "a congregação não tem intenção de" direcionar "a comunidade judaica. No entanto, qualquer pessoa é bem-vinda no centro".

## Livros

### SérieThe Harbinger
- The Harbinger: The Ancient Mystery that Holds the Secret of America's Future (2012) Cahn, Jonathan (2013). O Presságio - o Antigo Mistério Que Guarda o Segredo do Futuro do Mundo. [S.l.]: Bello Publicações. ISBN 9788561721947
- The Harbinger II: The Return (2020)

#### Livros relacionado
- The Harbinger Companion: With Study Guide (2013)

### Livros isolados
- The Book of Mysteries (2016)
- The Oracle: The Jubilean Mysteries Unveiled	(2019)
  - The Oracle Companion With Study Guide (2021)

### Livros religiosos
- The Mystery of the Shemitah (2014)
- The Book of Mysteries (2016) - Terceiro best seller nacional do New York Times.[6]
- The Paradigm: The Ancient Blueprint That Holds the Mystery of Our Times	(2017)

## Vídeos
1. The Harbinger (2012)
2. The Isaiah 9:10 Judgment: Is There an Ancient Mystery that Foretells America's Future? (2012)
3. The Masada Mystery (2012)
4. The Sanhedrin Secret (2012)
5. The Harbinger Decoded (2013)
6. Jonathan Cahn's Biblical Teachings, Volume 1 (2013)
7. The Mystery of the Shemitah Unlocked (2015)